# Hyles

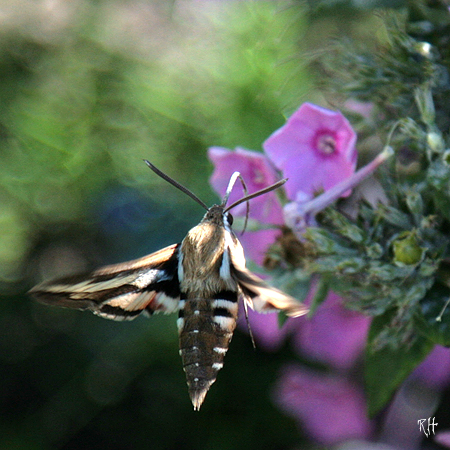
Labkrautschwärmer (Hyles gallii) beim Nektarsaugen

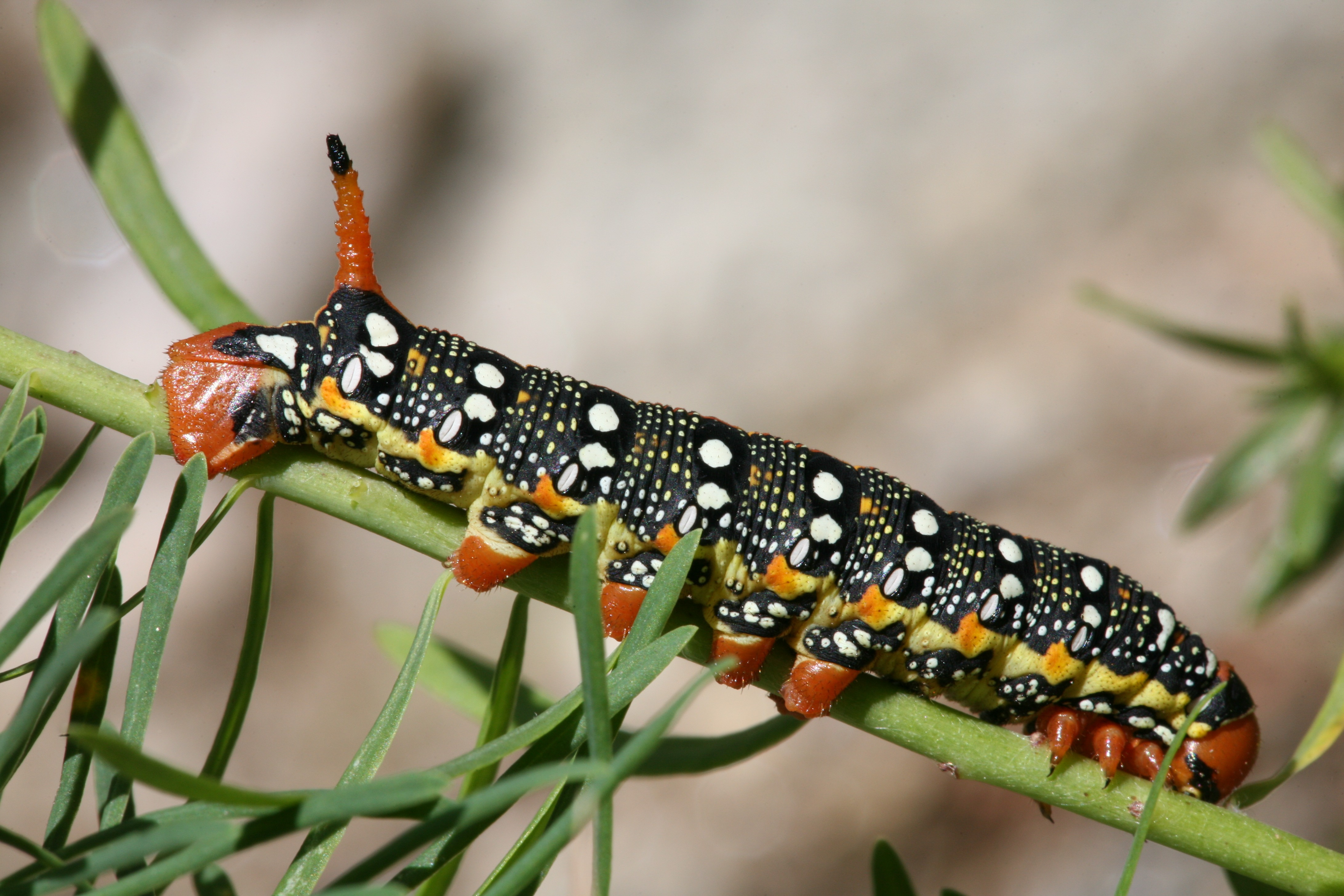
Raupe des Wolfsmilchschwärmers (Hyles euphorbiae)

Hyles ist eine Gattung innerhalb der Schmetterlingsfamilie der Schwärmer (Sphingidae). Die Gattung, deren Monophylie gut durch mtDNA-Untersuchungen bestätigt ist, beinhaltet eine Gruppe von Arten, Unterarten und Formen, die alle sehr nahe mit dem Wolfsmilchschwärmer (Hyles euphorbiae) verwandt sind und sich sogar durch Genitaluntersuchungen, wie ansonsten bei Schmetterlingen üblich, praktisch nicht abgrenzen lassen. Aus diesem Grund variiert die Art- bzw. Unterartanzahl je nach Autor beträchtlich.

## Merkmale
Die Falter sind in ihrem Äußeren, insbesondere innerhalb des Hyles euphorbiae-Komplexes, stark variabel und zeigen entweder nach Verbreitungsgebiet oder bewohntem Lebensraum eine beträchtliche Anzahl an Farbvarianten, sehen sich jedoch wiederum allesamt so ähnlich, dass eine Artbestimmung anhand äußerer Merkmale nur teilweise sicher möglich ist.
Die Vorderflügel haben gleichmäßig verlaufende Ränder und eine spitz zulaufende Flügelspitze (Apex). Die Zeichnung der Vorderflügel ist sehr charakteristisch und wird bei den meisten Arten von einem blass cremefarbenen oder weißen, schräg verlaufenden Mittelstreifen dominiert. Die Fühler verdicken sich bei beiden Geschlechtern zur Spitze hin gleichmäßig, bei den Weibchen ist diese deutlich keulenförmig verdickt. Der Pilifer, eine Struktur, die sich aus dem Labrum ableitet, ist mittig mit langen und seitlich mit kurzen Härchen versehen. Die Facettenaugen sind bewimpert. Die Labialpalpen sind fein beschuppt und tragen keine aufstehenden Härchen, sie verdecken die Basis des Saugrüssels. Die Spitze des ersten Segmentes der Labialpalpen ist an der Innenseite nicht gleichmäßig beschuppt, dem zweiten Segment fehlt das innenseitige Büschel an der Spitze. Der Hinterleib ist am Ende kegelförmig zugespitzt und trägt am Rücken kräftige Dorne, die in der Regel in drei Reihen angeordnet sind. Die äußeren Dorne an den Tarsen der Vorderbeine sind mehr oder weniger verlängert und immer länger als die entsprechenden Dorne an den Innenseiten. Der Kamm der Tarsen am mittleren und hinteren Beinpaar ist nur verkümmert ausgebildet, die Dorne sind nicht wesentlich verlängert. Das erste Segment der Tarsen an den Hinterbeinen ist kürzer als die Tibia. Der innere distale Dorn an den Tibien der Hinterbeine ist mehr als doppelt so lang wie der äußere und hat etwa die halbe Länge der Tibia. Die Pulvilli sind verkümmert oder fehlen.
Die nahezu kugeligen Eier sind klein und blass grün oder blaugrün gefärbt.
Die Raupen haben die typischen Merkmale der Schwärmer. Ihr Thorax verjüngt sich zum Kopf hin etwas. In der Regel tragen die Raupen an den Seiten des Rückens eine Reihe von Augenflecken. Bei vielen Arten treten bei den Raupen verschiedene Farbvarianten auf, wobei diese wiederum in ihrer Grundfarbe, den Augenflecken variabel sind. Das Analhorn kann ausgebildet sein, oder auch fehlen. Anders als bei den Imagines lassen die Merkmale der Raupen bessere Schlüsse zur Artbestimmung zu, da es bei ihnen möglich ist, Arten, Unterarten und Formen teilweise anhand ihrer Merkmale zu gruppieren.
Bei den Puppen ist der Saugrüssel mit dem Körper verwachsen und ist weder kielförmig gerillt noch über den Kopf hinaus gekrümmt. Sie ist hell gelblichbraun gefärbt, weich und mit kurzen, feinen, dunklen Linien überzogen. Der Kremaster ist groß, gelegentlich zur Bauchseite der Puppe gekrümmt und hat an seiner Spitze ein Stachelpaar. Die Verpuppung erfolgt in einem ziemlich robusten Kokon am Boden.

## Lebensweise
Die Raupen ernähren sich hauptsächlich von krautigen Pflanzen aus den Familien der Wolfsmilchgewächse (Euphorbiaceae), Nachtkerzengewächse (Onagraceae), Rötegewächse (Rubiaceae), Jochblattgewächse (Zygophyllaceae), Ölweidengewächse (Elaeagnaceae) und Liliengewächse (Liliaceae).
Das Verhalten der Falter bei Störung ist für Schwärmer einzigartig. Sie lassen sich auf den Boden fallen und krümmen ihren Hinterleib zu einem Buckel, die Flügel werden nach oben gerichtet und die Fühler soweit nach vorne gestreckt, dass sie sich berühren. Während dieser Haltung vollführen die Tiere kurze hüpfende Sprünge.

## Verbreitung
Die Gattung hat sich vermutlich im Oligozän oder Eozän in der Neotropis (Südamerika) entwickelt, womit sie sehr jung ist, sich aber dennoch sehr schnell weltweit ausgebreitet hat. Der Schwerpunkt der Verbreitung liegt heute in der südlichen Paläarktis, in der sich die Falter im Pliozän über die Beringstraße beginnend, in Ostasien verbreitet haben. Es sind auf allen Kontinenten und größeren Inseln Arten heimisch; in Nordamerika sind zwei, in Südamerika drei, im Afrika südlich der Sahara eine, in Madagaskar zwei und in Australien eine Art nachgewiesen. Weitere drei Arten sind auf Hawaii endemisch.

## Systematik
Es sind 32 Arten der Gattung bekannt, 11 Arten kommen auch in Europa vor. Die Gattung ist sehr nahe mit den Gattungen Deilephila, Theretra und Xylophanes verwandt, anhand von mtDNA Untersuchungen ergibt sich folgendes Kladogramm, das die Verwandtschaftsverhältnisse dieser Gattungen widerspiegelt:
|  | Hyles                                                   |
|  |                                                         |
|  | \| \| Theretra \| \| \| \| \| \| Deilephila \| \| \| \| |
|  |                                                         |
|  | Theretra                                                |
|  |                                                         |
|  | Deilephila                                              |
|  |                                                         |

|  | Theretra   |
|  |            |
|  | Deilephila |
|  |            |

|  | Hyles                                                   |
|  |                                                         |
|  | \| \| Theretra \| \| \| \| \| \| Deilephila \| \| \| \| |
|  |                                                         |
|  | Theretra                                                |
|  |                                                         |
|  | Deilephila                                              |
|  |                                                         |

|  | Theretra   |
|  |            |
|  | Deilephila |
|  |            |

|  | Hyles                                                   |
|  |                                                         |
|  | \| \| Theretra \| \| \| \| \| \| Deilephila \| \| \| \| |
|  |                                                         |
|  | Theretra                                                |
|  |                                                         |
|  | Deilephila                                              |
|  |                                                         |

|  | Theretra   |
|  |            |
|  | Deilephila |
|  |            |

|  | Hyles                                                   |
|  |                                                         |
|  | \| \| Theretra \| \| \| \| \| \| Deilephila \| \| \| \| |
|  |                                                         |
|  | Theretra                                                |
|  |                                                         |
|  | Deilephila                                              |
|  |                                                         |

|  | Theretra   |
|  |            |
|  | Deilephila |
|  |            |

Warum die Arten im Hyles euphorbiae-Komplex derart variabel sind, lässt sich vermutlich dadurch erklären, dass zwischen diesem Artkomplex und anderen Hyles-Arten, wie beispielsweise Hyles hippophaes, Hyles vespertilio und Hyles gallii, natürliche Hybride auftreten, die sich erfolgreich mit dem Hyles euphorbiae-Komplex zurückkreuzen können. Die übrigen Arten sind wiederum vor einer solchen Durchmischung geschützt, da Kreuzungen zwischen ihnen und den Hybriden nicht fortpflanzungsfähig sind.
Im Folgenden werden die Arten der Gattung Hyles nach Kitching/Cadiou (2000), ergänzt durch Pittaway gelistet:
- Hyles annei (Guérin-Meneville, 1839)
- Hyles apocyni (Shchetkin, 1956)
- Hyles biguttata (Walker, 1856)
- Hyles calida (Butler, 1881)
- Hyles centralasiae (Staudinger, 1887)
- Hyles chamyla (Denso, 1913)
- Hyles churkini Saldaitis & Ivinskis, 2006
- Hyles costata (von Nordmann, 1851)
- Hyles cretica Eitschberger, Danner, & Surholt, 1998
- Hyles dahlii (Geyer, 1828)
- Wolfsmilchschwärmer (Hyles euphorbiae) (Linnaeus, 1758)
- Hyles euphorbiarum (Guérin-Meneville & Percheron, 1835)
- Hyles exilis Derzhavets, 1979, Syn.: Hyles chuvilini Eitschberger, Danner & Surholt, 1998
- Labkrautschwärmer (Hyles gallii) (Rottemburg, 1775)
- Sanddornschwärmer (Hyles hippophaes) (Esper, 1789)
- Hyles lineata (Fabricius, 1775), Neuweltlicher Linienschwärmer
- Linienschwärmer (Hyles livornica) (Esper, 1780)
- Hyles livornicoides (Lucas, 1892)
- Hyles nervosa (Rothschild & Jordan, 1903)
- Hyles nicaea (von Prunner, 1798)
- Hyles perkinsi (Swezey, 1920)
- Hyles renneri Eitschberger, Danner & Surholt, 1998
- Hyles robertsi (Butler, 1880)
- Hyles salangensis (Ebert, 1969)
- Hyles sammuti Eitschberger, Danner, & Surholt, 1998
- Hyles siehei (Püngeler, 1903)
- Hyles stroehlei Eitschberger, Danner, & Surholt, 1998
- Hyles svetlana Shovkoon, 2010
- Hyles tithymali (Boisduval, 1834)
- Fledermausschwärmer (Hyles vespertilio) (Esper, 1780)
- Hyles wilsoni (Rothschild, 1894)
- Hyles zygophylli (Ochsenheimer, 1808)

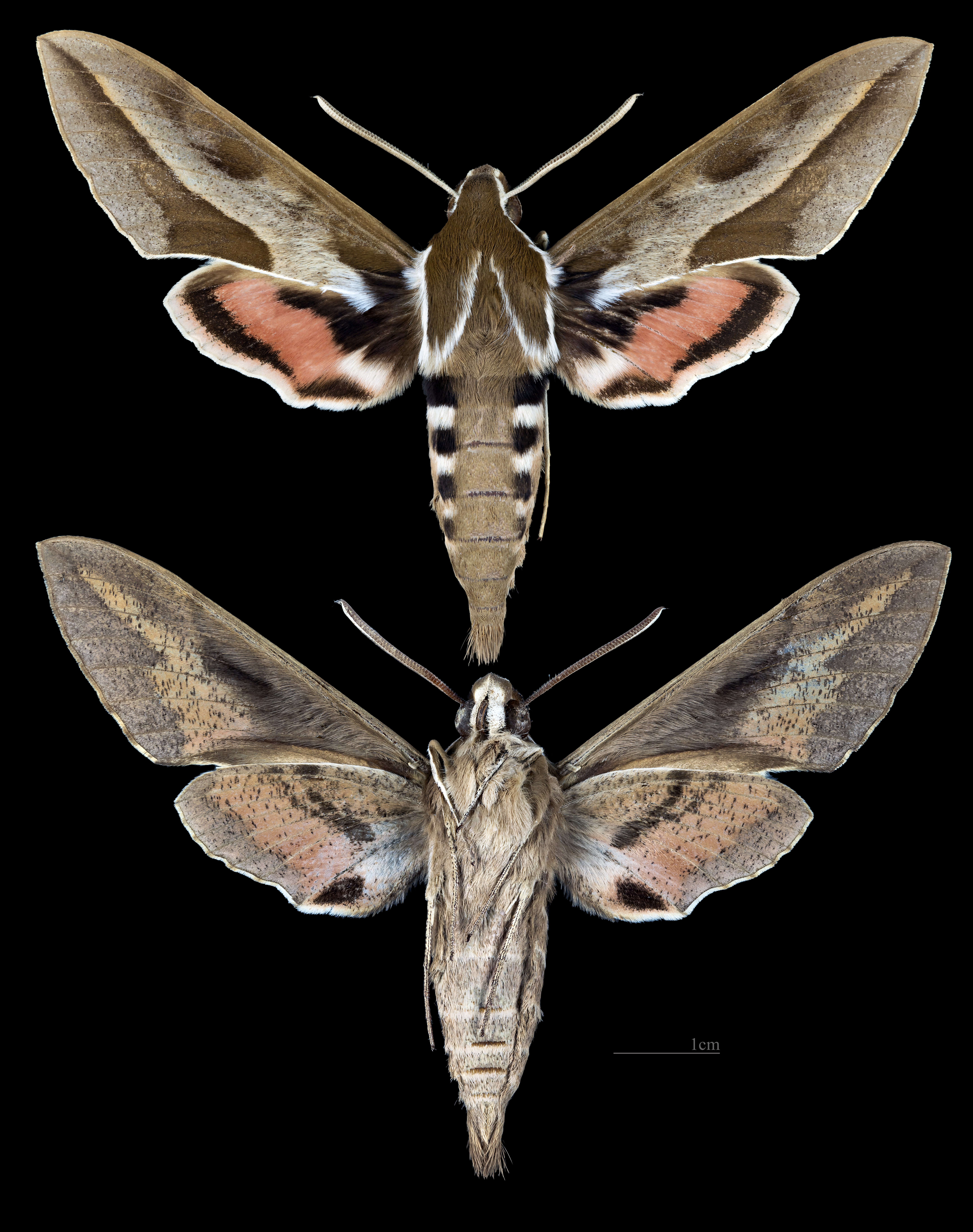
Hyles annei
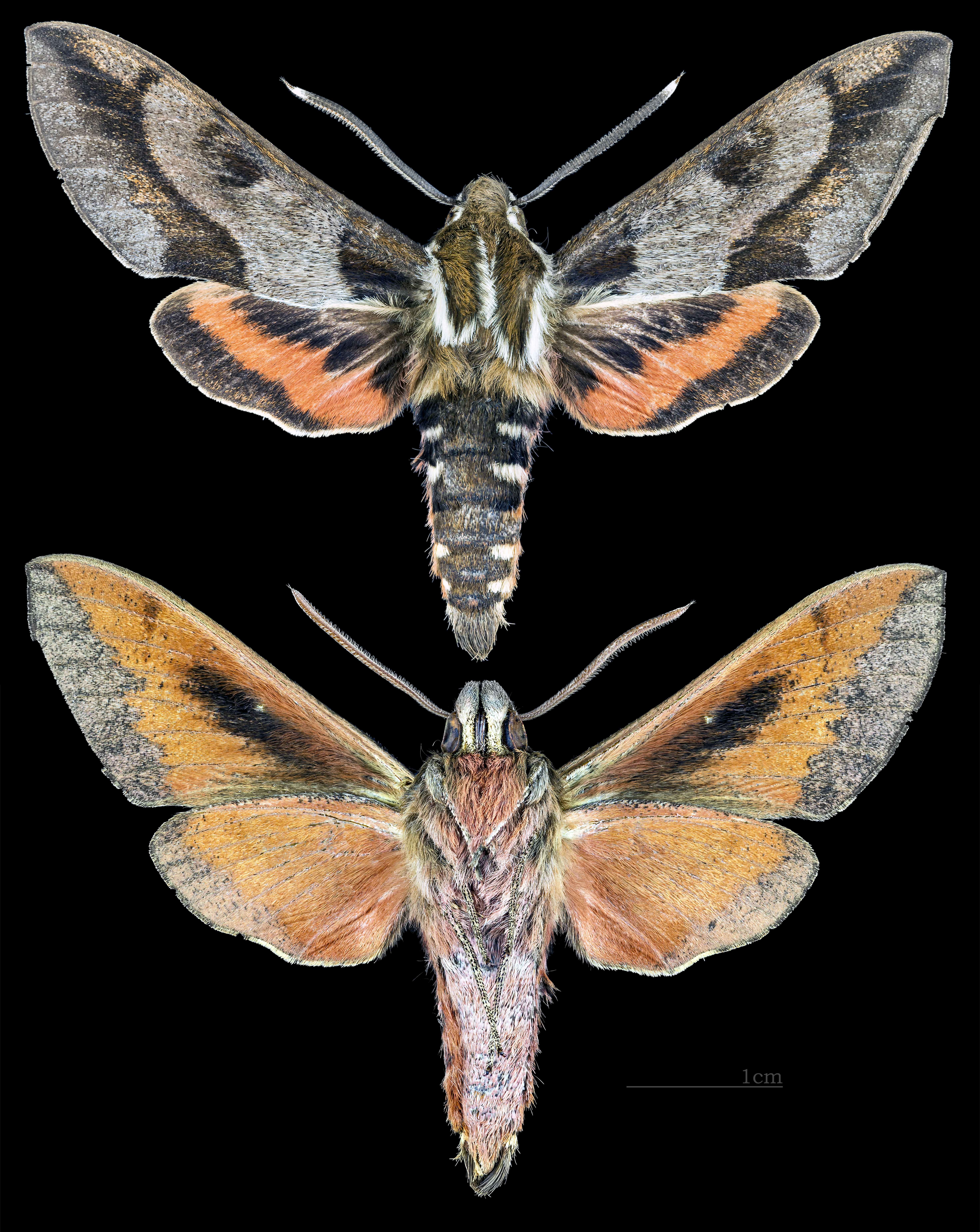
Hyles calida
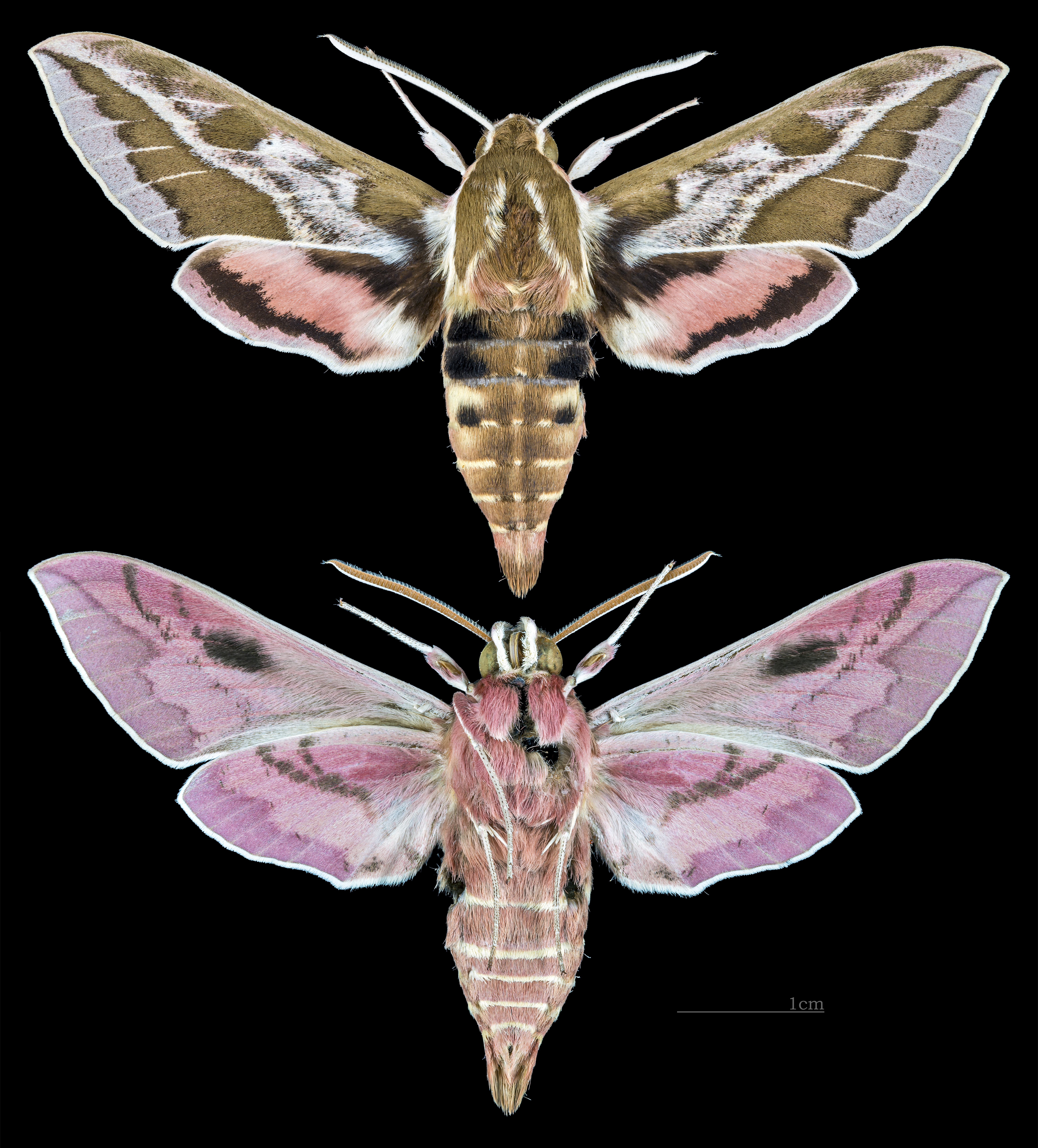
Hyles dahlii
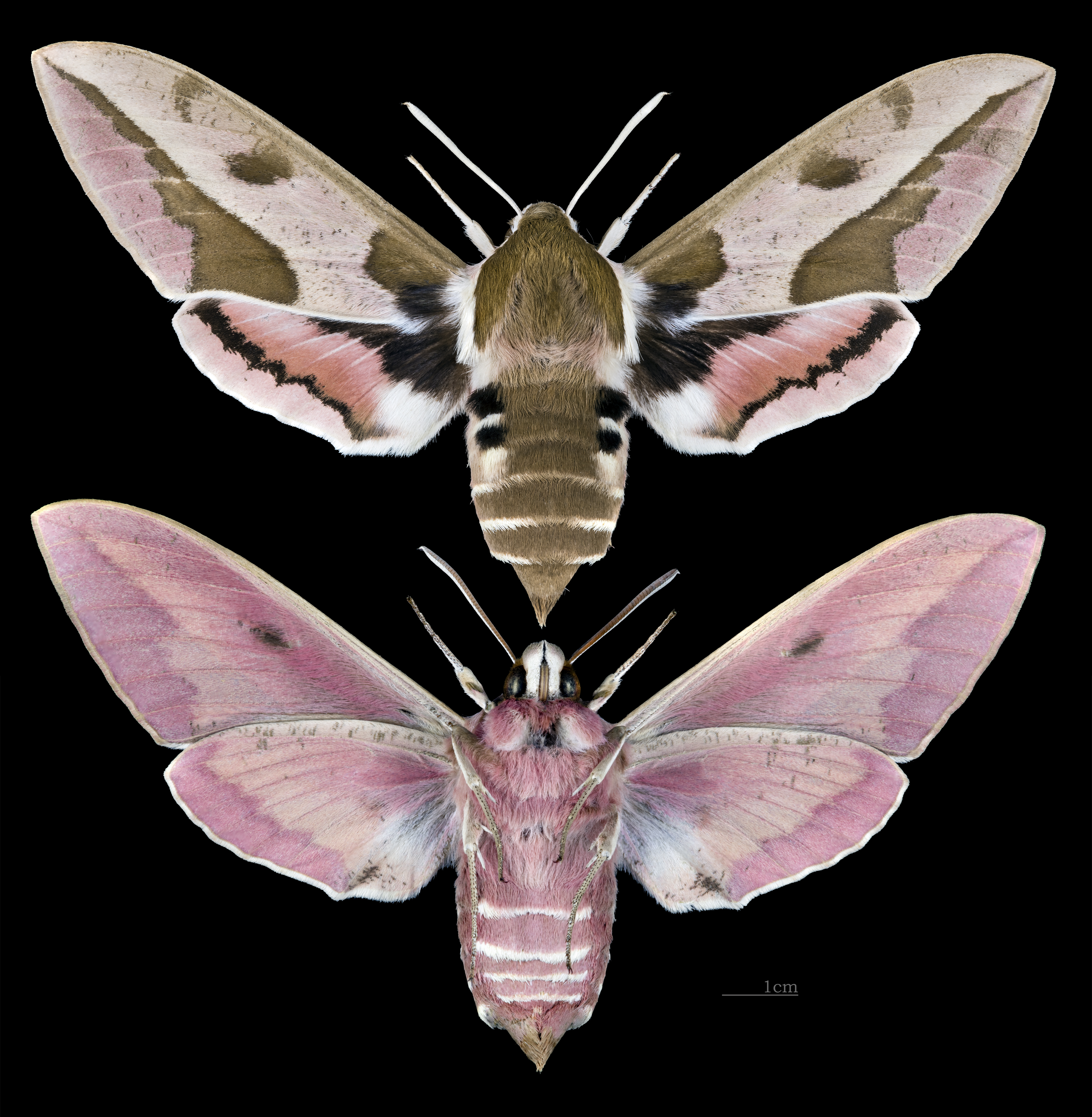
Hyles euphorbiae
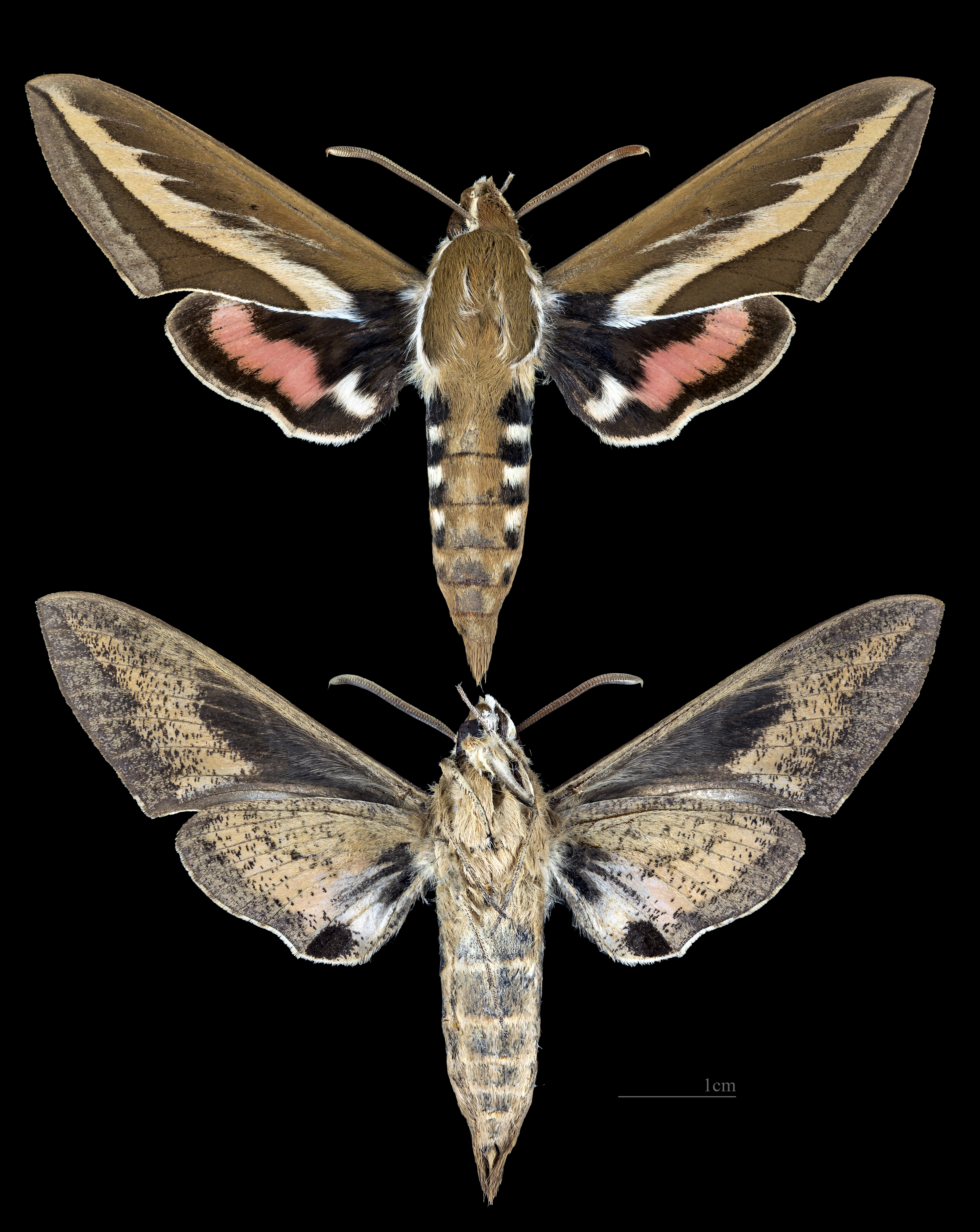
Hyles euphorbiarum
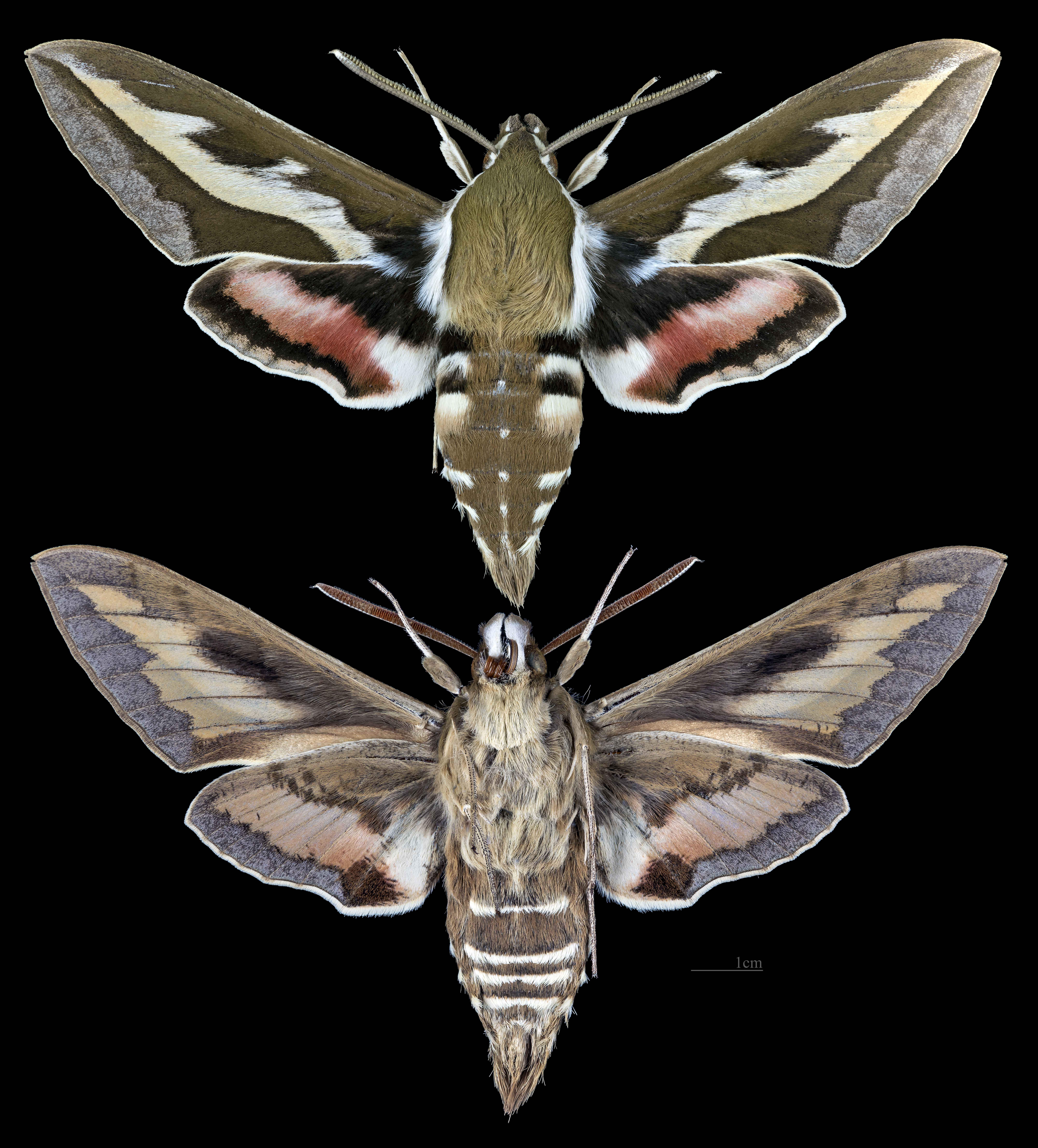
Hyles gallii
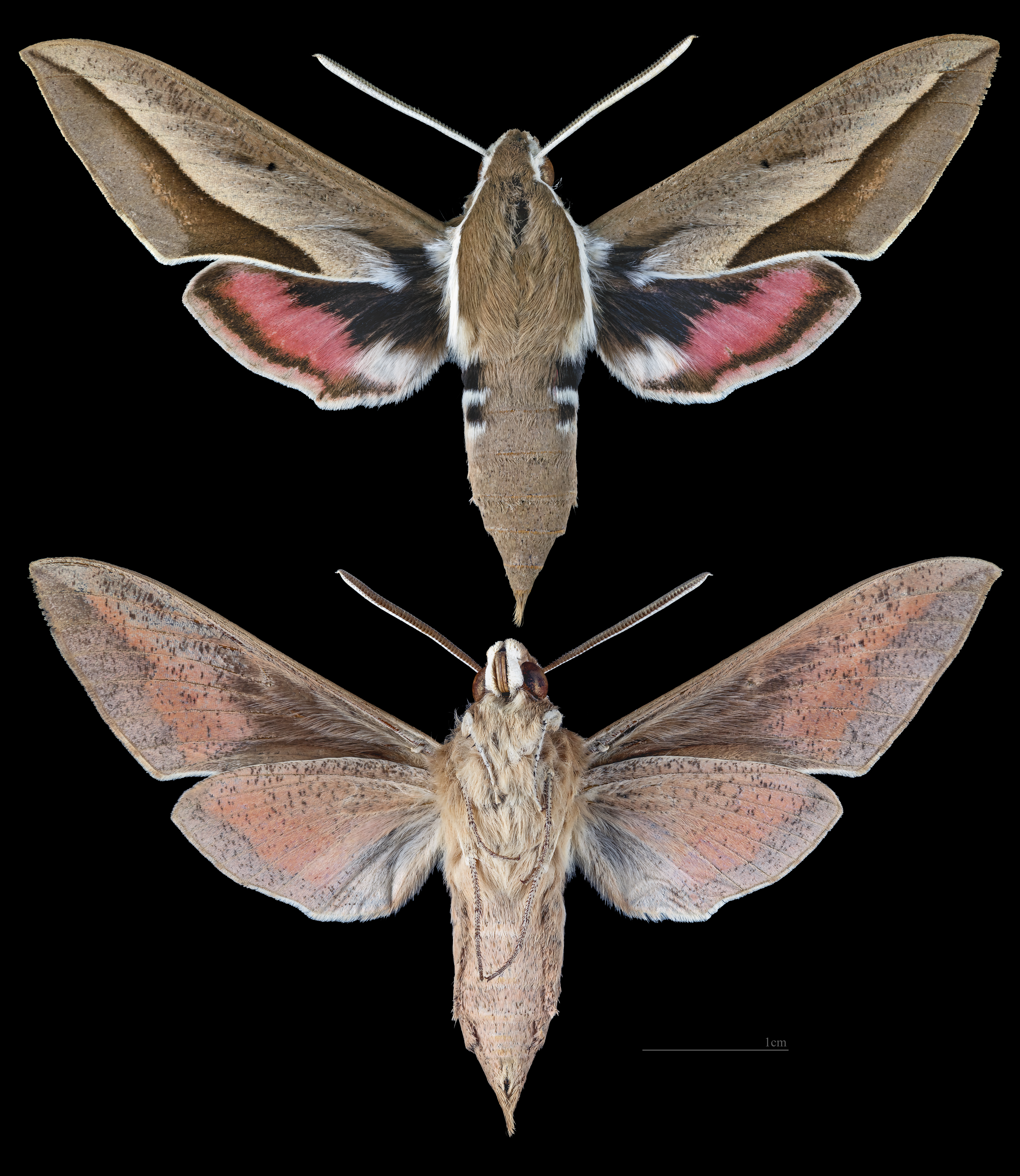
Hyles hippophaes
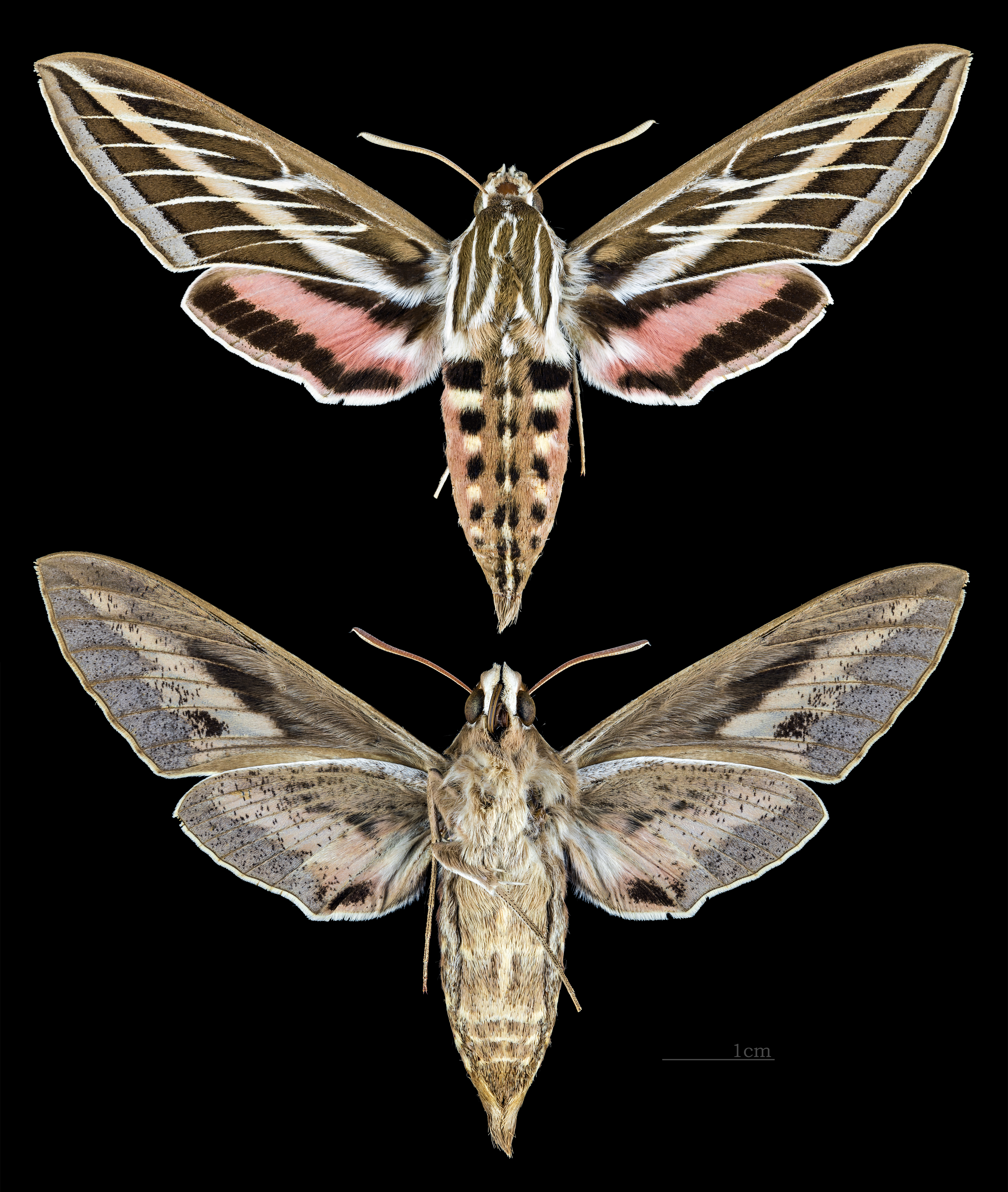
Hyles lineata
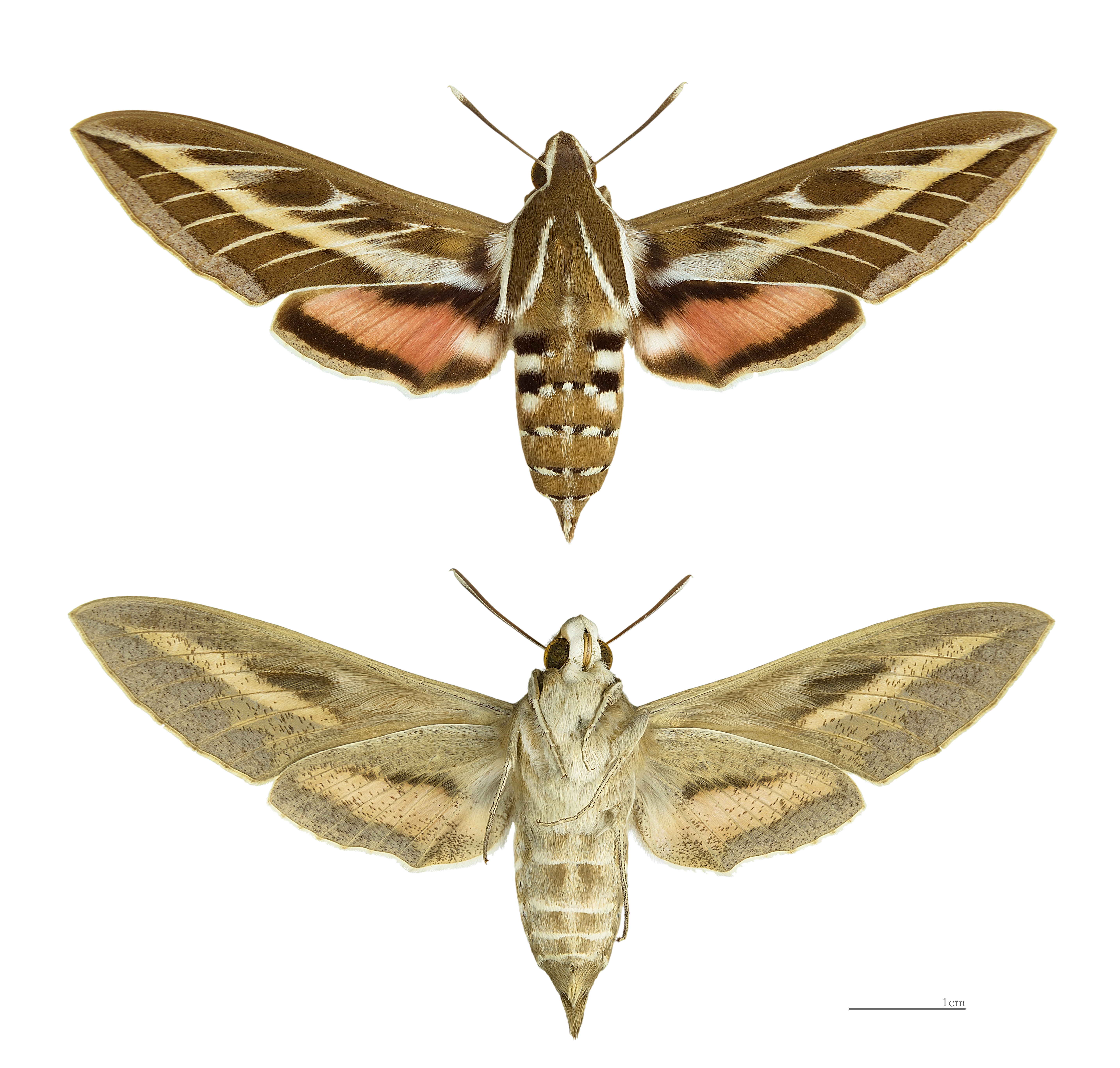
Hyles livornica
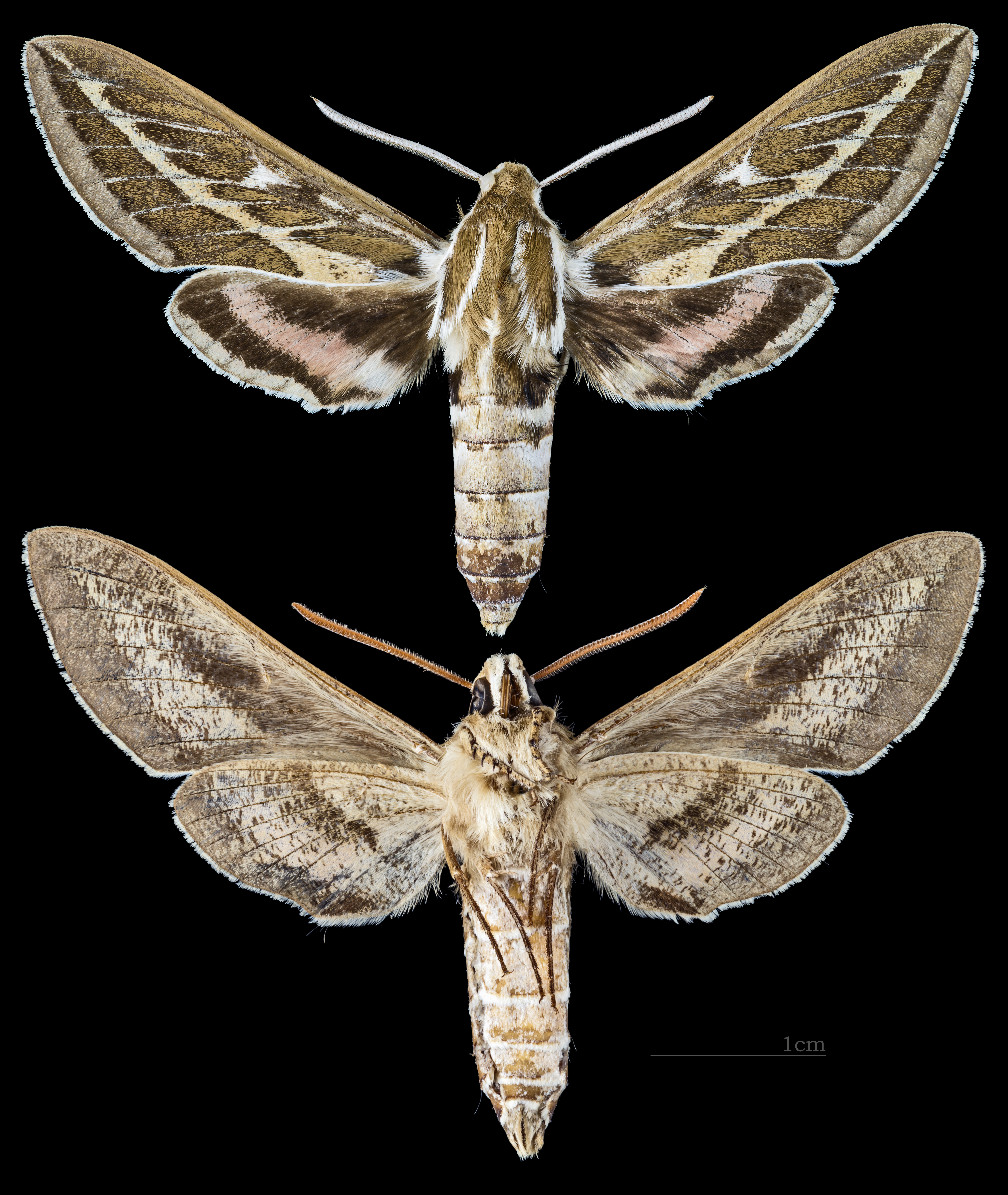
Hyles livornicoides
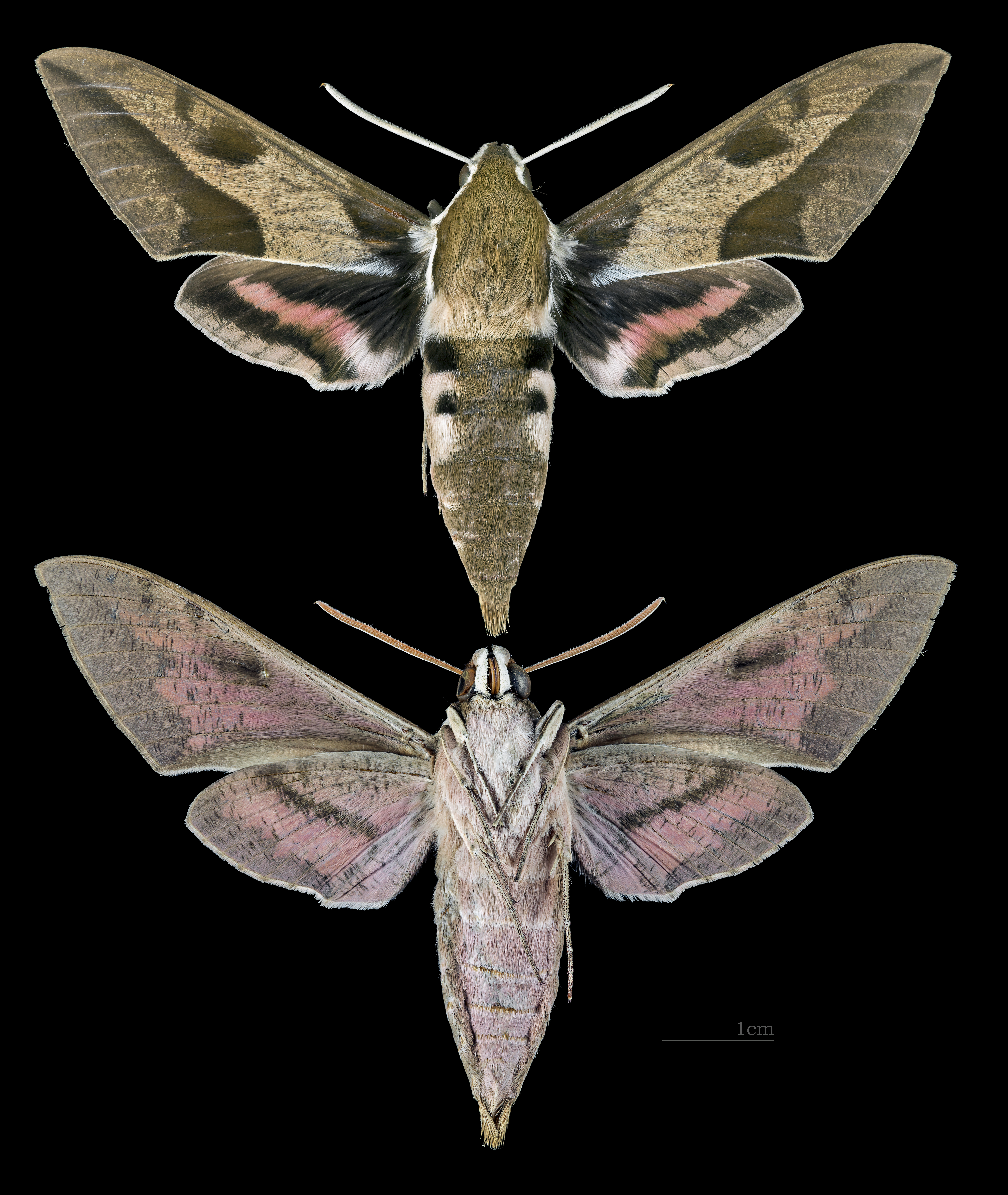
Hyles nicaea
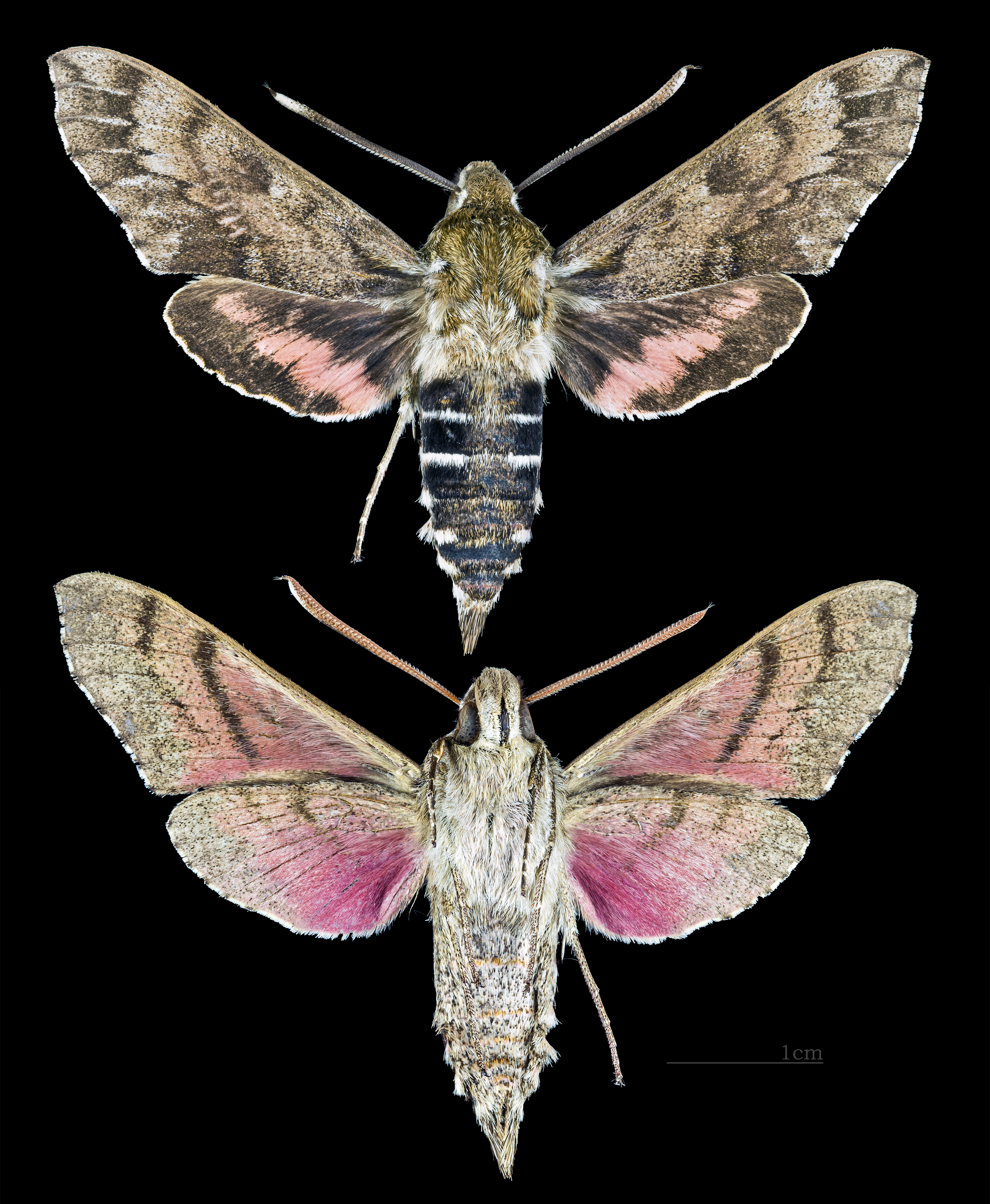
Hyles perkinsi
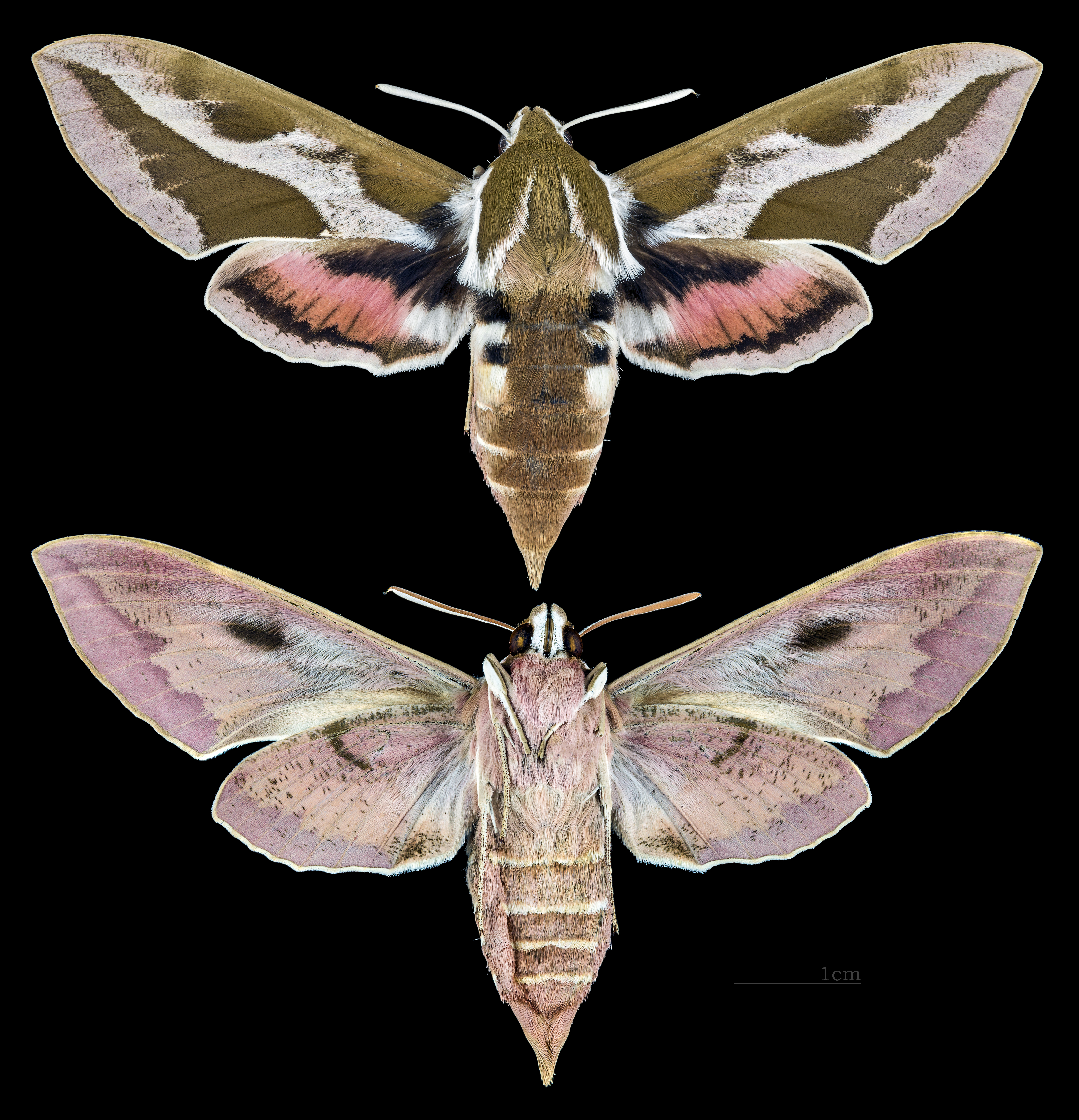
Hyles tithymali
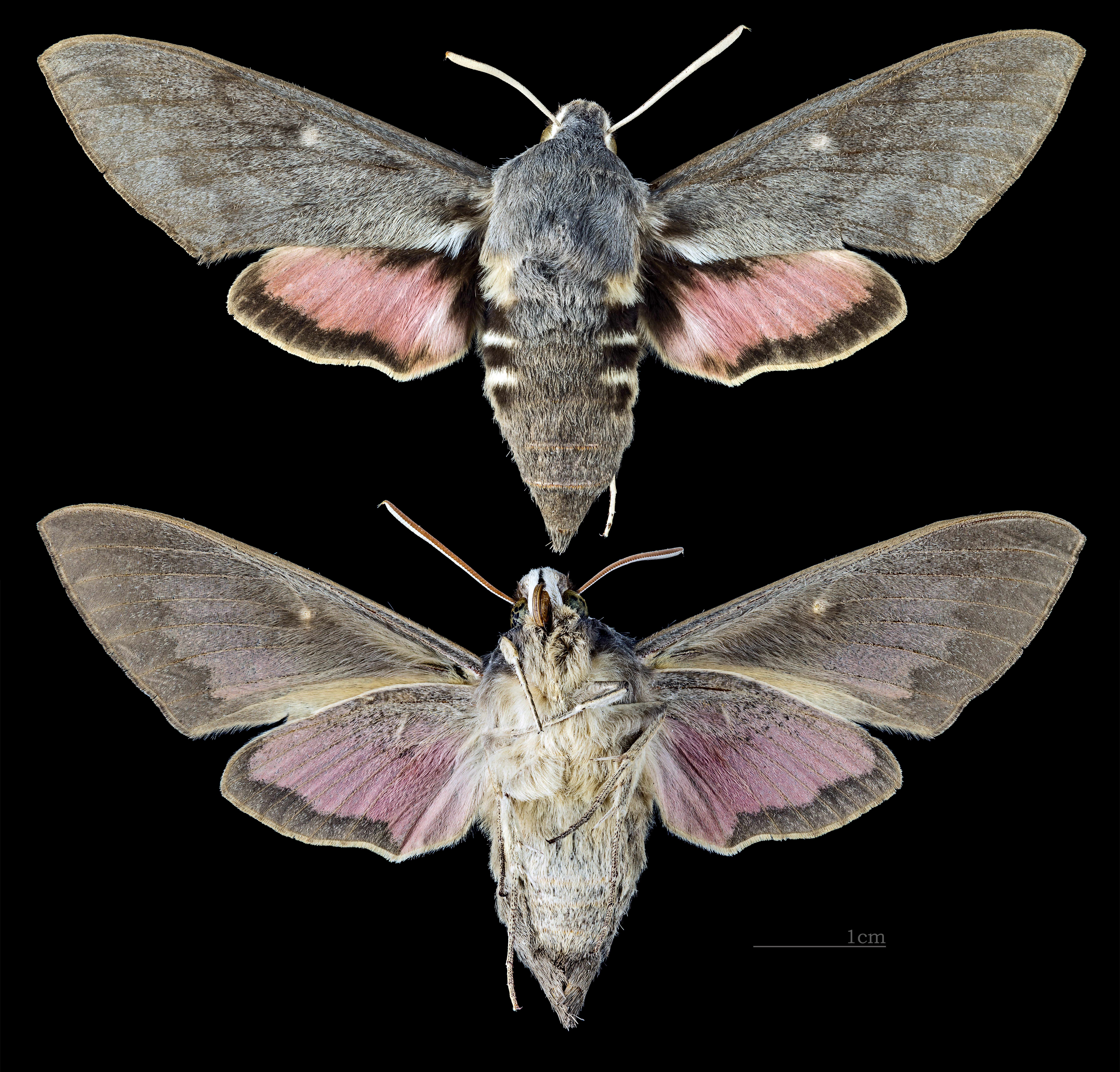
Hyles vespertilio

## Belege